# Мартел, Янн
Янн Мартел (англ. и фр. Yann Martel, р. 25 июня 1963, Саламанка, Испания) — канадский писатель, автор сборника коротких рассказов («Seven Stories») и романа «Я сам» («Self»). Обе книги публиковались в разных странах и получили благоприятные отзывы критиков, но не имели такого успеха, какой был уготован его роману «Жизнь Пи» («Life of Pi»), удостоенному Букеровской премии за 2002 год.

## Биография
Янн Мартел, сын канадских дипломатов, родился в Испании, в городе Саламанка в 1963 году. В детстве ему довелось сопровождать родителей в поездках по Европе, Центральной и Северной Америке.. Изучал философию (в университете Трента близ города Питерборо, Онтарио, Канада). Сменил множество профессий, прежде чем в 27 лет начал писать. 
В настоящее время Мартел проживает в Саскатуне, Канада со своей женой Элис Куиперс (которая также является писателем), с которой он познакомился на литературном фестивале в Челтнеме.

## Экранизации
- Жизнь Пи